# Jati Sawit
Jati Sawit is een bestuurslaag in het regentschap Brebes van de provincie Midden-Java, Indonesië. Jati Sawit telt 2422 inwoners (volkstelling 2010).